# Ольховський оздоровчий табір
Ольховський оздоровчий табір (рос. ОЛЬХОВСКИЙ ОЗДОРОВИТЕЛЬНЫЙ ЛАГЕРЬ, Ольховлаг, Ольховский ИТЛ, Ольховский инвалидный ИТЛ) — підрозділ системи виправно-трудових установ ГУЛАГ.
Організований 27.05.46 на базі Сталінградського сільгоспу ОВТК УМВС по Сталінградській обл.;

закритий 21.01.48 — реорганізований в табірне відділення (ЛО) ОВТК УМВС по Сталінградській області.
Адреса: ст. Зензеватка Сталінградської залізниці, п/с 216.

## Історія
В оздоровчі підрозділи направляли ослаблених ув'язнених, які надходили з в'язниць і пересильних пунктів, а також ув'язнених, що знизили свою працездатність, але фізичний стан яких міг бути відновлений.
Ув'язнених — порушників табірної дисципліни, відмовників, невиліковно хворих — в оздоровчі підрозділи не направляли.
Була організована система оздоровчих таборів (Медвеж'єгорський, Чистюньзький, Солікамський) і табпунктів (у всіх ВТТ і УВТТ-ОВТК) ГУЛАГу (Карлаг, Сиблаг, Волголаг, Темлаг…). З 19.11.46 вони іменувалися «інвалідними».
Кількість ув'язнених Ольховлагу доходила до 2000 з/к. Займались переважно тваринництвом.